# Veľký Slavkov
Veľký Slavkov es un municipio del distrito de Poprad en la región de Prešov, Eslovaquia, con una población estimada a final del año 2024 de 1518 habitantes.
Se encuentra ubicado al oeste de la región, cerca del río Poprad (cuenca hidrográfica del río Vístula) y de la frontera con la región de Žilina.

## Demografía
| Año        | 1994 | 2004    | 2014     | 2024  |
| ---------- | ---- | ------- | -------- | ----- |
| Población  | 1071 | 1145    | 1320     | 1518  |
| Diferencia |      | +6,90 % | +15,28 % | +15 % |

| Año        | 2023 | 2024    |
| ---------- | ---- | ------- |
| Población  | 1524 | 1518    |
| Diferencia |      | −0,39 % |